# Andrew DeCristofaro
Andrew DeCristofaro ist ein US-amerikanischer Toningenieur, der im Bereich Tonschnitt tätig ist.

## Leben
DeCristofaro stammt aus Südkalifornien und studierte an der USC School of Cinematic Arts in Los Angeles. Er war erstmals 1993 als leitender Tonschnittmeister beim Fernsehmehrteiler Trade Winds von Hugh Bush tätig. Es folgten Aufgaben im Bereich Tonschnitt bei Film und Fernsehen, wobei er neben Spielfilmen auch an zahlreichen Dokumentarfilmen beteiligt war. Mehrfach wurde er mit dem Golden Reel Award der Motion Picture Sound Editors ausgezeichnet. Für den Tonschnitt von Unbroken von Angelina Jolie erhielt DeCristofaro zusammen mit Becky Sullivan 2015 eine Oscar-Nominierung in der Kategorie Bester Tonschnitt. DeCristofaro arbeitet als Tonschnittmeister bei NBCUniversal Post Sound.

## Filmografie (Auswahl)
- 1993: Trade Winds (TV-Mehrteiler)
- 1994: Tödliche Bilder (Dark Side of Genius)
- 1995: Rumble in the Bronx (Hung fan kui)
- 1996: Schatten der Schuld (Mother Night)
- 1997: Wie ich zum ersten Mal Selbstmord beging (The Last Time I Committed Suicide)
- 1997: America’s Most Wanted (Most Wanted)
- 1997: Jackie Brown
- 1998: 20 Dates
- 1998: Hauptsache Beverly Hills (Slums of Beverly Hills)
- 1999: Bats – Fliegende Teufel (Bats)
- 2002: One Hour Photo
- 2002: Party Animals – Wilder geht’s nicht! (Van Wilder)
- 2002: Die Hochzeitsfalle (Buying the Cow)
- 2002: Groupies Forever (The Banger Sisters)
- 2003: Basic – Hinter jeder Lüge eine Wahrheit (Basic)
- 2003: Im Dutzend billiger (Cheaper by the Dozen)
- 2004: Saved! – Die Highschool-Missionarinnen (Saved!)
- 2004: The Girl Next Door
- 2005: Wo die Liebe hinfällt … (Rumor Has It …)
- 2005: Dabei sein ist alles (The Ringer)
- 2006: Der rosarote Panther (The Pink Panther)
- 2006: Little Miss Sunshine
- 2006: Borat – Kulturelle Lernung von Amerika, um Benefiz für glorreiche Nation von Kasachstan zu machen (Borat: Cultural Learnings of America for Make Benefit Glorious Nation of Kazakhstan)
- 2007: Enttarnt – Verrat auf höchster Ebene (Breach)
- 2007: Nach 7 Tagen – Ausgeflittert (The Heartbreak Kid)
- 2008: Spritztour (Sex Drive)
- 2008: Vorbilder?! (Role Models)
- 2009: Jennifer’s Body – Jungs nach ihrem Geschmack (Jennifer’s Body)
- 2009: Crazy Heart
- 2010: Kleine Lügen auf Bewährung (Crazy on the Outside)
- 2010: When in Rome – Fünf Männer sind vier zuviel (When in Rome)
- 2010: Zu scharf um wahr zu sein (She’s Out of My League)
- 2010: A Nightmare on Elm Street
- 2011: Willkommen in Cedar Rapids (Cedar Rapids)
- 2011: Alles erlaubt – Eine Woche ohne Regeln (Hall Pass)
- 2011: Larry Crowne
- 2011: Alles in Butter (Butter)
- 2012: Der Diktator (The Dictator)
- 2013: Iron Man 3
- 2013: Taffe Mädels (The Heat)
- 2014: Tammy – Voll abgefahren (Tammy)
- 2014: Die Coopers – Schlimmer geht immer (Alexander and the Terrible, Horrible, No Good, Very Bad Day)
- 2014: Dumm und Dümmehr (Dumb and Dumber To)
- 2014: Kill the Boss 2 (Horrible Bosses 2)
- 2014: Unbroken
- 2015: Spy – Susan Cooper Undercover (Spy)
- 2015: Daddy’s Home – Ein Vater zu viel (Daddy’s Home)

## Auszeichnungen (Auswahl)
- 2004: Golden Reel Award, Bester Tonschnitt, für Top Speed
- 2009: Golden Reel Award, Bester Tonschnitt, für Grand Canyon Adventure: River at Risk
- 2014: Golden Reed Award, Bester Tonschnitt, für Marvel One-Shot: Agent Carter
- 2015: Oscar-Nominierung, Bester Tonschnitt, für Unbroken